# ネウロイ

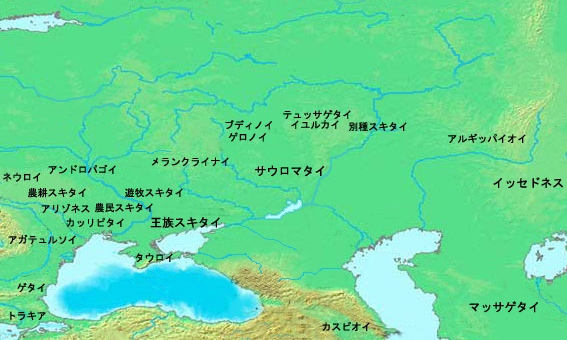
紀元前6世紀の諸民族とネウロイ人の位置。

ネウロイ（ギリシア語: Νέυροι）は、古代ギリシャ時代に黒海の北、ヒュパニス川（南ブーフ川）上流部とボリステネス川（ドニエプル川）上流部に挟まれた地域から北方（現在のポーランド東部からベラルーシ、そしておそらくリトアニア方面）にわたって広く住んでいた部族。シャーマニズムを用い、狼男に扮する祭祀を行うことで知られる。その習俗や地理から、現在の東バルト語群の諸民族やスラヴ語派の諸民族と関連づけられる。

## 歴史

### ヘロドトスの記録
古代ギリシャの歴史家ヘロドトスは『ヒストリアイ（歴史）』において次のように記している。
| 「 | まず、カッリピダイというギリシア系スキタイが住んでおり、その向こうにはアリゾネスという民族が住む。アリゾネスの向こうには農耕スキタイが住み、その向こうにはネウロイが住むが、ネウロイ以北は我々の知る限りでは無人の境である。以上がボリュステネス河以西、ヒュパニス河畔に住む諸民族である。 ＜ヘロドトス『歴史』巻4-17＞ | 」 |

| 「 | ネウロイはスキタイ風の慣習に従っているが、ダレイオスの遠征より一世代以前に、彼らは蛇の襲来に遭い、全国土から退散せねばならぬという羽目に陥った。この国に多数の蛇が発生したのみならず、さらに多数の蛇が北方の荒野から来襲したためで、遂には困窮の果てに故郷を捨て、ブディノイとともに住むこととなった。この民族はどうやら魔法を使う人種であるらしく、スキタイやスキュティア在住のギリシア人の言うところでは、ネウロイは1年に一度だけ数日にわたって狼に変身し、それからまた元の姿に戻るという。私はこのような話を聞いても信じないが、話し手は一向に頓着せず真実であることを誓いさえするのである。＜ヘロドトス『歴史』巻4-105＞ | 」 |

すなわちネウロイ人の国はおそらく前6世紀初頭と思われる時代に、のちにスキタイ諸民族やギリシャ人がネウロイ人から「蛇の襲来」というふうに聞きつけてきた災厄（戦争、ないし山火事や洪水などの天変地異、あるいは実際に害虫や害獣の異常繁殖？）に見舞われたため一度はるか東方のブディノイ人が住む地方まで集団疎開したことがあり、ヘロドトスの時代には彼らはすでにもとの国土（現在のベラルーシ北部からリトアニアあたりにかけて）に戻って住んでいるというのである。（ヘロドトスの時代にはネウロイ人の国とブディノイ人の国は隣接していない。）

### ダレイオス1世のスキタイ征伐
アケメネス朝のダレイオス1世（在位：前522年 - 前486年）はボスポラス海峡を渡ってトラキア人を征服すると、続いて北のスキタイを征服するべく、イストロス河を渡った。これを聞いたスキタイは周辺の諸民族を糾合してダレイオスに当たるべきだと考え、周辺諸族に使者を送ったが、すでにタウロイ、アガテュルソイ、ネウロイ、アンドロパゴイ、メランクライノイ、ゲロノイ、ブディノイ、サウロマタイの諸族の王は会合し、対策を練っていた。スキタイの使者は「諸族が一致団結してペルシアに当たるため、スキタイに協力してほしい」と要請した。しかし、諸族の意見は二手に分かれ、スキタイに賛同したのはゲロノイ王、ブディノイ王、サウロマタイ王のみであり、ネウロイらその他の諸族は「スキタイの言うことは信用できない」とし、協力を断った。
こうして全ての民族が同盟軍に加わらなかったため、スキタイは正面からの攻撃をあきらめ、焦土作戦によってペルシア軍を迎え撃つことにした。しかし、それでも同盟に参加しなかった諸族に協力してもらおうと、スキタイは戦いの最中に彼らの領地に侵入し、無理やり戦いに巻き込もうと考えた。まず、ペルシア軍をスキタイ領の奥地へ誘い込んだスキタイ一区部隊（スコパシス王の部隊）はブディノイの領地まで行ってから引き返し、北を迂回してスキタイ本国へ戻った。それを追うようにペルシア軍もスキタイ本国へ向かった。そこでダレイオスはスキタイ二区連合部隊（イダンテュルソス王、タクサキス王の部隊）と遭遇し、追跡を開始する。かねてからの計画通り、二区連合部隊はダレイオスに追われたまま、ペルシア軍をメランクライノイ、アンドロパゴイ、ネウロイの領地に誘い込んだ。スキタイ軍とペルシア軍が押し寄せたことに驚いたネウロイなどの諸族は算を乱して北の無人の荒野を目指して逃走した。こうしてスキタイ軍はペルシア軍に追われたまま、次々と同盟に参加しなかった諸族の領地を荒らしまわり、ペルシア軍を疲弊させることに一役買ってもらった。

## 参考資料
- （ヘロドトス『歴史』）訳：松平千秋『ヘロドトス』（筑摩書房、1988年、ISBN 4480203109）